# Дембовець (Опольське воєводство)
Дембовець (пол. Dębowiec, нім. Eichhäusel) — село в Польщі, у гміні Прудник Прудницького повіту Опольського воєводства.
Населення — 78 осіб (2011).

## Демографія
Демографічна структура станом на 31 березня 2011 року:
|          | Загалом | Допрацездатний вік | Працездатний вік | Постпрацездатний вік |
| -------- | ------- | ------------------ | ---------------- | -------------------- |
| Чоловіки | 41      | 5                  | 35               | 1                    |
| Жінки    | 37      | 1                  | 31               | 5                    |
| Разом    | 78      | 6                  | 66               | 6                    |